# ヴォロネジ戦線
ヴォロネジ戦線（ロシア語: Воронежский фронт、ヴォロネジ方面軍、もしくはヴォロネジ正面軍とも）は、第二次世界大戦中（独ソ戦中期）にソ連南西部ヴォロネジ地域に設置された赤軍の方面軍級部隊である。

## 概要
1942年7月9日、ブリャンスク戦線の分離の結果、第6（予備）軍、第40軍、第60（第3予備）軍、第2航空軍から編成された。事後、第13軍、第21軍、第27軍、第38軍、第47軍、第52軍、第64軍、第69軍、第4親衛軍、第5親衛軍、第6親衛軍、第7親衛軍、第1戦車軍、第3戦車軍、第3親衛戦車軍、第5親衛戦車軍が編入された。
1942年6月～7月、戦線部隊は、ヴォロネジ・ヴォロシーロフグラード作戦に参加した。12月、戦線左翼部隊は、スターリングラード郊外の反攻に参加した。
1943年1月～3月、ヴォロネジ・ハリコフ戦略作戦に参加し、1月13日～27日、南西戦線第6軍と協同で、オストログ・ロッソシャン作戦を行った。1月24日～2月2日、ブリャンスク戦線左翼部隊と協同で、ヴォロネジ・カストルネン作戦を行い、1月25日にヴォロネジを解放し、敵9個師団を包囲した。しかしながら、部隊統制のミスにより、ドイツ軍6個師団が包囲網を突破した。
2月2日～3月3日、ブリャンスク戦線及び南西戦線と協同で、ハリコフ攻勢作戦を行い、2月8日にクルスク、2月9日にベルゴロド、2月16日にハリコフを奪取し、3月初め、スームィとポルタワへの接近経路上に進出した。3月4日～25日、ハリコフ方面の敵の攻撃を撃退した。
クルスクの戦いにおいて、戦線部隊は、南方からの敵の攻撃を撃退し、8月3日、ステップ戦線と協同で攻勢に転移し、ベルゴロド・ハリコフ作戦で敵を撃破した。8月～10月、ドニエプルの戦いに参加。
1943年10月20日、10月16日付最高司令部スタフカの命令に基づき、ヴォロネジ戦線は、第1ウクライナ戦線に改称された。

## 編制
- 第6軍（第6予備軍） - 1942年7月9日～
- 第40軍 - 1942年7月9日～
- 第60軍（第3予備軍） - 1942年7月9日～
- 第2航空軍 - 1942年7月9日～
- 第13軍
- 第21軍
- 第27軍
- 第38軍
- 第47軍
- 第52軍
- 第64軍
- 第69軍
- 第4親衛軍
- 第5親衛軍
- 第6親衛軍
- 第7親衛軍
- 第1戦車軍
- 第3戦車軍
- 第3親衛戦車軍
- 第5親衛戦車軍

## 指揮官
司令官：
1. フィリップ・ゴリコフ中将（1942年7月）
2. ニコライ・ヴァトゥーチン大将（1942年7月～10月）
3. フィリップ・ゴリコフ中将（1942年10月～1943年3月）
4. ニコライ・ヴァトゥーチン上級大将（1943年3月～10月）

軍事会議議員：
1. I.スサイコフ軍団委員（1942年7月～9月）
2. レフ・メフリス軍団委員（1942年9月～10月）
3. フョードル・クズネツォフ二等軍委員（1942年10月～1943年3月）
4. ニキータ・フルシチョフ中将（1943年3月～10月）
5. K.クライニュコフ少将（1943年10月）

参謀長：
1. F.シェフチェンコ少将（1942年7月）
2. M.カザコフ少将（1942年7月～1943年2月）
3. A.ピリペンコ少将（1943年2月～3月）
4. F.コルジェネヴィッチ（1943年3月～5月）
5. S.イワノフ中将（1943年5月～10月）